# Synodontis decorus
Synodontis decorus (Синодонтіс декоративний) — вид риб з роду Synodontis родини Пір'явусі соми ряду сомоподібні. Інші назви «прапорний синодонтіс», «сом-блазень».

## Опис
Загальна довжина сягає 31,8 см (в акваріумі до 25 см). Спостерігається статевий диморфізм: самиця більша за самця. Голова коротка, широка. Очі великі. Рот помірно широкий, розташовано внизу голови. Є 3 пари вусів. Тулуб кремезний, трохи витягнутий у довжину та дещо стиснуте з боків. Спинний плавець високий, помірно довгий, промені з колючками. Його перший промінь витягнутий, ниткоподібний. З віком на ньому з'являється косиця, що сягає кінця хвостового плавця. Жировий плавець відносно великий. Грудні плавці помірно широкі, невеличкі, промені мають колючки. Хвостовий плавець частково ліроподібний.
Забарвлення кремово-біле з великими чорними плямами, розкиданими тілом. На голові є мармурова мережа з темних цяток. Спина коричнювата. Черево — сріблясто-біле. Спинний, черевні, анальний та хвостовий плавці з чорними поперечними смужками. Самці темніші за самців.

## Спосіб життя
Є бентопелагічною рибою. Зустрічається у річках з помірною течією. Утворює групи середнього розміру. Вдень ховається під корчами та в гущині рясної рослинності з широким листям. Активна в присмерку та вночі. Живиться креветками, дрібною рибою, молюсками, личинками комах.
Статева зрілість настає у 1,5—2 роки.
Тривалість життя становить 15 років (в акваріумі живуть довше ніж у природному середовищі).

## Розповсюдження
Мешкає у басейнах річок Конго та Лукуга.